# Chambre des députés (Rwanda)
Pour les autres articles nationaux ou selon les autres juridictions, voir Chambre des députés.
5e législature
Bâtiment du Parlement du Rwanda
La Chambre des députés (en anglais : Chamber of Deputies ; en kinyarwanda : Umutwe w'Abadepite ; en swahili : Baraza la Wawakilishi) est la chambre basse du parlement bicaméral du Rwanda. Son siège se trouve à Kigali, la capitale du pays.

## Histoire
La Chambre des députés, comme le Sénat, est instituée par la Constitution du 4 juin 2003 qui met fin à la période de transition consécutive au génocide de 1994.
Sous la Première République, de 1961 à 1973, le parlement est monocaméral sous le nom d'Assemblée législative, avant d'être dissout lors du coup d'état de Juvénal Habyarimana. La Constitution de 1978 instaurant la Seconde République forme un parlement toujours monocaméral nommé Conseil national de développement, qui durera jusqu'à la Constitution de 2003.

## Législation
Les dispositions relatives à la Chambre des députés figurent dans la sous-section 2 de la Constitution intitulée « De la Chambre des députés » qui comprend les articles 75 à 79.

## Système électoral
La Chambre des députés est composée de 80 sièges pourvus pour cinq ans, dont 53 au scrutin proportionnel plurinominal avec liste bloquée dans une unique circonscription nationale. Après décompte des voix, les sièges sont répartis selon la méthode dite du plus fort reste entre tous les partis ou candidats indépendants ayant franchi le seuil électoral de 5 % des suffrages exprimés.
Sur les 27 sièges restants, 24 sont réservés à des femmes et pourvus au scrutin indirect par les conseillers municipaux et régionaux des quatre provinces rwandaises et de la capitale Kigali, deux sont élus par le Conseil national de la jeunesse et le dernier par la Fédération des associations des handicapés. Ces 27 membres élus au scrutin indirect ne doivent appartenir à aucun parti politique.
En 2024, les femmes sont au nombre de 44 (soit 55 %), du fait du cumul entre scrutins direct et indirect.

## Présidence
L'article 62 de la Constitution de 2003 dispose que le président de la République et celui de la Chambre des députés proviennent de formations politiques différentes.
Le premier président, de 2003 à 2008, était Alfred Mukezamfura, président du Parti démocrate centriste (PDC). En 2009, il est condamné à la prison à perpétuité après avoir été reconnu coupable de participation au génocide de 1994. Il est remplacé en 2008 par Rose Mukantabana, docteur en droit et militante des droits de l'homme, qui n'est affiliée à aucun parti,.
| Titulaire            | Date                            | Parti                     | Ref.  |
| -------------------- | ------------------------------- | ------------------------- | ----- |
| Alfred Mukezamfura   | 2003 - 2008                     | Parti démocrate centriste |       |
| Rose Mukantabana     | 6 octobre 2008 - 3 octobre 2013 | Indépendant               |       |
| Donatille Mukabalisa | 3 octobre 2013 - 14 août 2024   | Parti libéral             |       |
| Gertrude Kazarwa     | Depuis le 14 août 2024          | Parti libéral             | [ 8 ] |

### Constitution du Rwanda
- (en)  Rwanda. « Constitution du Rwanda de 2003 avec les amendements jusqu'en 2015 » [lire en ligne]

1. ↑  Sous-section 2 : De la Chambre des députés
2. ↑   Article 62

### Autres références
1. ↑  « IPU PARLINE database: RWANDA (Chambre des Députés), Système électoral », sur archive.ipu.org (consulté le 6 septembre 2018).
2. ↑  (en) « Women to rule Rwanda parliament », sur BBC, 17 septembre 2008.
3. ↑  « Rwanda-Chambre des députés : Résultats des élections (2024) », sur Union interparlementaire.
4. ↑  Élections en 2003 (IPU)
5. ↑  « Génocide rwandais : perpétuité pour l'ex-président du Parlement », sur Jeune Afrique, 3 septembre 2009
6. ↑  « Rose Mukantabana : Présidente de la Chambre des députés, 47 ans, Rwanda », sur Jeune Afrique, 29 décembre 2008
7. ↑  « Parlement : Qui est la présidente de la chambre des députés ? », sur Agence rwandaise d'information, 2 décembre 2008
8. ↑  (en) Moise M. Bahati, « Gertrude Kazarwa is new Speaker » [« Gertrude Kazarwa est la nouvelle présidente »], sur newtimes.co.rw, The New Times, 14 août 2024 (consulté le 19 août 2024).